# 拉特利夫山
拉特利夫山（英語：Mount Ratliff）是南極洲的山峰，位於瑪麗伯德地，處於沃森海崖以北，海拔高度2,520米，美國地質調查局根據測量和美國海軍拍攝的空中照片繪入地圖，現時由南極條約體系管理。